# Novara di Sicilia
Novara di Sicilia település Olaszországban, Szicília régióban, Messina megyében. Lakosainak száma 1174 fő (2023. január 1.). Novara di Sicilia Fondachelli-Fantina, Francavilla di Sicilia, Rodì Milici, Tripi és Mazzarrà Sant’Andrea községekkel határos.

## Népesség
A település lakossága az elmúlt években az alábbi módon változott:
| Lakosok száma | 1325 | 1301 | 1174 |
|               | 2017 | 2018 | 2023 |